# 미사토촌 (나가노현)
미사토촌(일본어: 三郷村)은 일본 나가노현 미나미아즈미군에 존재했던 촌이다.

## 역사
- 1954년 6월 1일 - 유타카촌, 메이세이촌, 오구라촌이 합병해 성립하였다.
- 2005년 10월 1일 - 미나미아즈미군 도요시나정, 호타카정, 호리가네촌, 아카시나정과 합병해 아즈미노시가 성립하였다. 동일 미사토촌은 폐지되었다.

## 교통

### 철도
- 동일본 여객철도
  - 오오이토 선